# Nikaragua na Letnich Igrzyskach Olimpijskich 1976
Nikaraguę na Letnich Igrzyskach Olimpijskich 1976 reprezentowało piętnaścioro zawodników. Był to 3. start reprezentacji Nikaragui na letnich igrzyskach olimpijskich.

## Skład kadry

### Boks
Mężczyźni
- Ernesto González – waga lekka – 15. miejsce

### Judo
Mężczyźni
- José Cornavaca

Waga półciężka – 18. miejsce
Open – 16. miejsce

### Kolarstwo
Mężczyźni
- Miguel Espinoza – wyścig indywidualny ze startu wspólnego – nie ukończył
- David Iornos – wyścig indywidualny ze startu wspólnego – nie ukończył
- Hamblin González – wyścig indywidualny ze startu wspólnego – nie ukończył
- Manuel Largaespada – wyścig indywidualny ze startu wspólnego – nie ukończył
- Miguel Espinoza, David Iornos, Hamblin González, Manuel Largaespada – wyścig drużynowy 100 km – 27. miejsce

### Lekkoatletyka
Mężczyźni
- Armando Padilla

100 metrów – odpadł w eliminacjach
200 metrów – odpadł w ćwierćfinałach
- Ricardo Larios – 400 metrów – odpadł w eliminacjach
- Erasmo Gómez – 800 metrów – odpadł w eliminacjach
- Francisco Menocal – 1500 metrów – odpadł w eliminacjach
- Carlos Abaunza – skok wzwyż – niesklasyfikowany

### Pływanie
Mężczyźni
- Campari Knoepffler

100 metrów st. dowolnym – odpadł w eliminacjach
100 metrów st. motylkowym – odpadł w eliminacjach
100 metrów st. klasycznym – odpadł w eliminacjach
- Frank Richardson

200 metrów st. dowolnym – odpadł w eliminacjach
400 metrów st. dowolnym – odpadł w eliminacjach
100 metrów st. grzbietowym – odpadł w eliminacjach

### Podnoszenie ciężarów
Mężczyźni
- Naftaly Parrales – waga kogucia – niesklasyfikowany
- Sergio Moreno – waga lekka – 18. miejsce